# Lijst van Nederlandse waterschappen

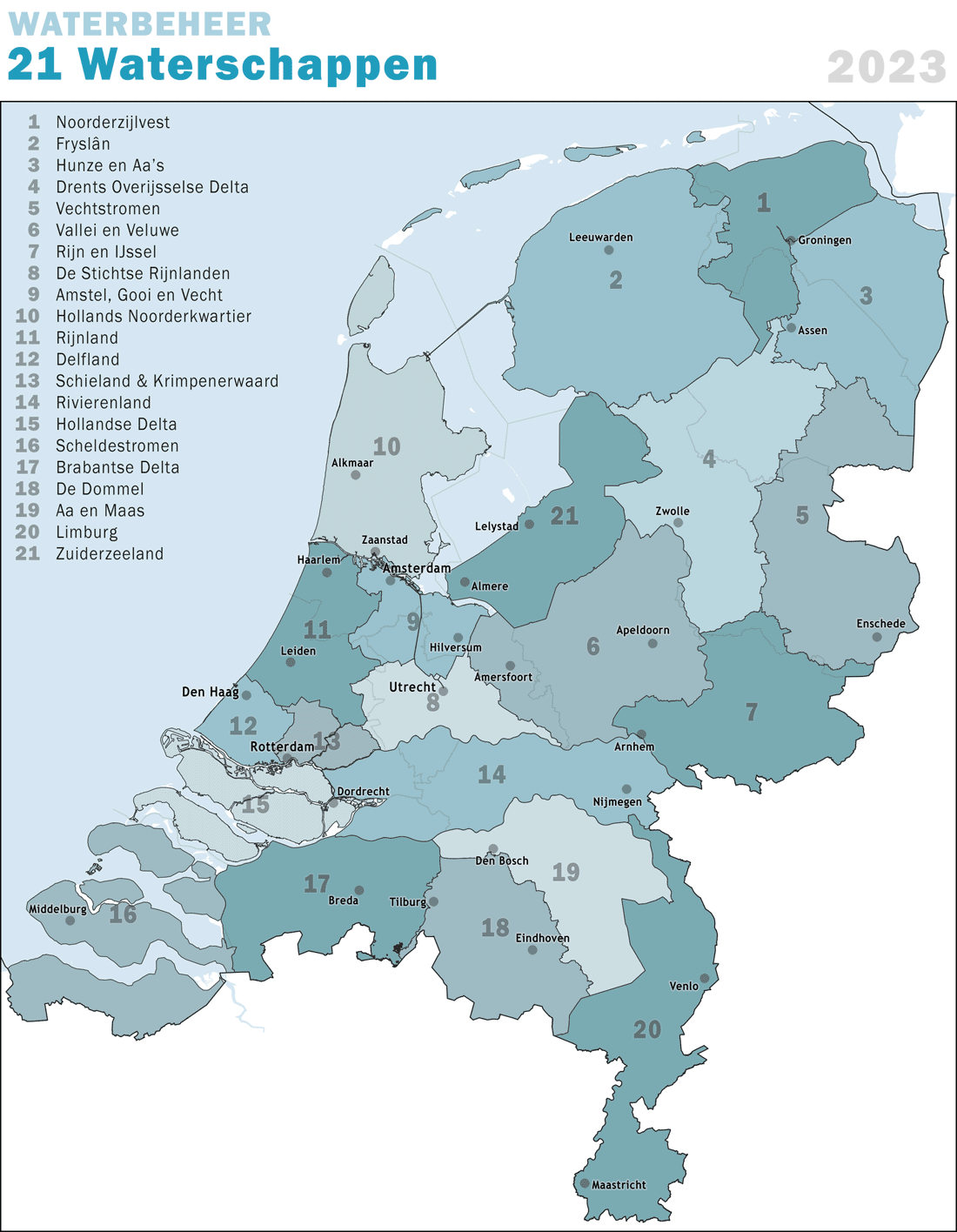
De 21 waterschappen

Een waterschap of hoogheemraadschap is een overheidsinstantie die in een bepaalde regio in Nederland tot taak heeft de waterhuishouding te regelen. 
Voor het jaar 2005 bestonden er grote waterschappen met kleinere 'inliggende' waterschappen. Deze kleinere waterschappen zijn uiteindelijk opgeheven en hun taken overgenomen door de grotere waterschappen, waardoor er geen verschil meer bestaat tussen grote en inliggende waterschappen. Ook bestonden er in de periode 1950-2005 in delen van Nederland zuiveringschappen, die specifiek belast waren met de waterkwaliteit in hun gebied. Ook deze zijn opgeheven en hun taken overgenomen, zodat sinds 1 januari 2005 alle waterschappen zowel verantwoordelijk zijn voor de kwantiteit (waterpeil) als de kwaliteit van het water.

## Lijst van Nederlandse waterschappen
Als gevolg van fusies resten er per 1 augustus 2018 nog 21 waterschappen. De nummering komt overeen met de kaart.
| Nr. | Naam                                                 | Opper- vlakte (in ha) | Provincie(s)                                       | Oprichtings- jaar |
| --- | ---------------------------------------------------- | --------------------- | -------------------------------------------------- | ----------------- |
| 1   | Waterschap Noorderzijlvest                           | 144.000               | Groningen, Friesland en Drenthe                    | 1995/2000         |
| 2   | Wetterskip Fryslân                                   | 346.000               | Friesland en Groningen                             | 1993/2004         |
| 3   | Waterschap Hunze en Aa's                             | 207.000               | Groningen en Drenthe                               | 2000              |
| 4   | Waterschap Drents Overijsselse Delta                 | 255.500               | Drenthe en Overijssel                              | 2016              |
| 5   | Waterschap Vechtstromen                              | 227.045               | Drenthe, Gelderland en Overijssel                  | 2014              |
| 6   | Waterschap Vallei en Veluwe                          | 244.833               | Utrecht en Gelderland                              | 2013              |
| 7   | Waterschap Rijn en IJssel                            | 195.000               | Gelderland en Overijssel                           | 1997              |
| 8   | Hoogheemraadschap De Stichtse Rijnlanden             | 83.021                | Utrecht en Zuid-Holland                            | 1994/1995         |
| 9   | Waterschap Amstel, Gooi en Vecht                     | 70.412                | Noord-Holland, Utrecht en Zuid-Holland             | 1997              |
| 10  | Hoogheemraadschap Hollands Noorderkwartier           | 196.400               | Noord-Holland                                      | 2003              |
| 11  | Hoogheemraadschap van Rijnland                       | 107.945               | Zuid-Holland en Noord-Holland                      | 1255/2005         |
| 12  | Hoogheemraadschap van Delfland                       | 40.547                | Zuid-Holland                                       | 1289/1977         |
| 13  | Hoogheemraadschap van Schieland en de Krimpenerwaard | 35.113                | Zuid-Holland                                       | 2005              |
| 14  | Waterschap Rivierenland                              | 201.000               | Gelderland, Zuid-Holland, Noord-Brabant en Utrecht | 2002              |
| 15  | Waterschap Hollandse Delta                           | 101.806               | Zuid-Holland                                       | 2005              |
| 16  | Waterschap Scheldestromen                            | 190.273               | Zeeland                                            | 2011              |
| 17  | Waterschap Brabantse Delta                           | 170.744               | Noord-Brabant                                      | 2004              |
| 18  | Waterschap De Dommel                                 | 151.237               | Noord-Brabant                                      | 1863/1974         |
| 19  | Waterschap Aa en Maas                                | 161.007               | Noord-Brabant                                      | 2004              |
| 20  | Waterschap Limburg                                   | 220.936               | Limburg                                            | 2017              |
| 21  | Waterschap Zuiderzeeland                             | 150.000               | Flevoland, Overijssel en Friesland                 | 2000              |

## Geschiedenis
In 1850 kende Nederland nog 3500 waterschappen. Sindsdien is het aantal sterk afgenomen tot 21 in 2018:
| Jaar | Aantal waterschappen |
| ---- | -------------------- |
| 1850 | 3500                 |
| 1900 | 3000                 |
| 1950 | 2500                 |
| 1955 | 2480                 |
| 1985 | 255                  |
| 1990 | 125                  |
| 1995 | 88                   |
| 2000 | 56                   |
| 2004 | 36                   |
| 2005 | 27                   |
| 2013 | 25                   |
| 2014 | 24                   |
| 2016 | 23                   |
| 2017 | 22                   |
| 2018 | 21                   |